# Loïs Openda
Loïs Openda (Lieja, 16 de febrero de 2000) es un futbolista belga que juega en la demarcación de delantero para el R. B. Leipzig de la Bundesliga.

## Trayectoria
Tras empezar a formarse como futbolista con el Standard de Lieja y con las filas inferiores del Club Brujas, finalmente en 2018 ascendió al primer equipo. Hizo su debut el 10 de agosto de 2018 contra el KV Kortrijk en un encuentro de la Primera División de Bélgica tras sustituir a Jelle Vossen en el minuto 80.
El 21 de julio de 2020 se hizo oficial su cesión al S. B. V. Vitesse por una temporada. Una vez esta terminó, el acuerdo de cesión se prorrogó por otro año tras haber renovado su contrato hasta 2024. Después de estos dos años en los Países Bajos, el Club Brujas lo traspasó al R. C. Lens.
El 14 de julio de 2023 se hizo oficial su traspaso al R. B. Leipzig.

## Selección nacional
El 8 de junio de 2022 debutó con la selección de Bélgica en un partido de la Liga de Naciones de la UEFA 2022-23 ante Polonia marcando el gol que ponía el definitivo seis a uno en el marcador.

### Participaciones en Copas del Mundo
| Mundial           | Sede  | Resultado    | Partidos | Goles |
| ----------------- | ----- | ------------ | -------- | ----- |
| Copa Mundial 2022 | Catar | Primera fase | 1        | 0     |

### Participaciones en Eurocopas
| Copa          | Sede     | Resultado        | Partidos | Goles |
| ------------- | -------- | ---------------- | -------- | ----- |
| Eurocopa 2024 | Alemania | Octavos de final | 3        | 0     |

## Estadísticas

### Clubes
Actualizado al último partido disputado el 17 de mayo de 2025.
| Club                            | Div.          | Temporada     | Liga  | Liga  | Liga   | Copas nacionales | Copas nacionales | Copas nacionales | Copas internacionales | Copas internacionales | Copas internacionales | Total | Total | Total  |
| Club                            | Div.          | Temporada     | Part. | Goles | Asist. | Part.            | Goles            | Asist.           | Part.                 | Goles                 | Asist.                | Part. | Goles | Asist. |
| ------------------------------- | ------------- | ------------- | ----- | ----- | ------ | ---------------- | ---------------- | ---------------- | --------------------- | --------------------- | --------------------- | ----- | ----- | ------ |
| Club Brujas · Bélgica           | 1.ª           | 2018-19       | 20    | 4     | 0      | 1                | 0                | 0                | 7                     | 0                     | 0                     | 28    | 4     | 0      |
| Club Brujas · Bélgica           | 1.ª           | 2019-20       | 15    | 0     | 0      | 3                | 0                | 0                | 7                     | 1                     | 1                     | 25    | 1     | 1      |
| Club Brujas · Bélgica           | Total club    | Total club    | 35    | 4     | 0      | 4                | 0                | 0                | 14                    | 1                     | 1                     | 53    | 5     | 1      |
| S. B. V. Vitesse · Países Bajos | 1.ª           | 2020-21       | 33    | 10    | 4      | 5                | 3                | 1                | ―                     | ―                     | ―                     | 38    | 13    | 5      |
| S. B. V. Vitesse · Países Bajos | 1.ª           | 2021-22       | 37    | 19    | 3      | 2                | 1                | 1                | 11                    | 4                     | 2                     | 50    | 24    | 6      |
| S. B. V. Vitesse · Países Bajos | Total club    | Total club    | 70    | 29    | 7      | 7                | 4                | 2                | 11                    | 4                     | 2                     | 88    | 37    | 11     |
| R. C. Lens Francia              | 1.ª           | 2022-23       | 38    | 21    | 4      | 4                | 0                | 0                | ―                     | ―                     | ―                     | 42    | 21    | 4      |
| R. C. Lens Francia              | Total club    | Total club    | 38    | 21    | 4      | 4                | 0                | 0                | 0                     | 0                     | 0                     | 42    | 21    | 4      |
| R. B. Leipzig · Alemania        | 1.ª           | 2023-24       | 34    | 24    | 7      | 3                | 0                | 0                | 8                     | 4                     | 0                     | 45    | 28    | 7      |
| R. B. Leipzig · Alemania        | 1.ª           | 2024-25       | 33    | 9     | 5      | 4                | 3                | 0                | 8                     | 1                     | 3                     | 45    | 13    | 8      |
| R. B. Leipzig · Alemania        | Total club    | Total club    | 67    | 33    | 12     | 7                | 3                | 0                | 16                    | 5                     | 3                     | 90    | 41    | 15     |
| Total carrera                   | Total carrera | Total carrera | 210   | 87    | 23     | 22               | 7                | 2                | 41                    | 10                    | 6                     | 273   | 104   | 31     |

### Hat-tricks
| 1 | 28 de octubre de 2022 | Estadio Bollaert-Delelis, Lens           | RC Lens - Toulouse Football Club |  | 3 - 0 | Ligue 1 2022-23 |
| 2 | 12 de marzo de 2023   | Stade Gabriel-Montpied, Clermont-Ferrand | Clermont Foot 63 - RC Lens       |  | 0 - 4 | Ligue 1 2022-23 |

## Palmarés

### Títulos nacionales
| Título                      | Club          | País     | Año  |
| --------------------------- | ------------- | -------- | ---- |
| Primera División de Bélgica | Club Brujas   | Bélgica  | 2020 |
| Supercopa de Alemania       | R. B. Leipzig | Alemania | 2023 |